# Coby White
Alec Jacoby "Coby" White (Goldsboro, Carolina del Norte; 16 de febrero de 2000) es un baloncestista estadounidense que pertenece a la plantilla de los Chicago Bulls de la NBA. Con 1,96 metros de estatura, ocupa la posición de base.

## Trayectoria deportiva

### High school
White comenzó a jugar a baloncesto en la escuela secundaria de Greenfield en Wilson, Carolina del Norte. Obtuvo 3573 puntos en su carrera de cuatro años, superando el récord que ostentaba JamesOn Curry. Al final de su temporada sénior, White fue nombrado North Carolina Mr. Basketball como el mejor jugador de secundaria del estado. Fue elegido para participar en el prestigioso McDonald's All-American Game en 2018 junto con su compañero en UNC, Nassir Little.

### Universidad

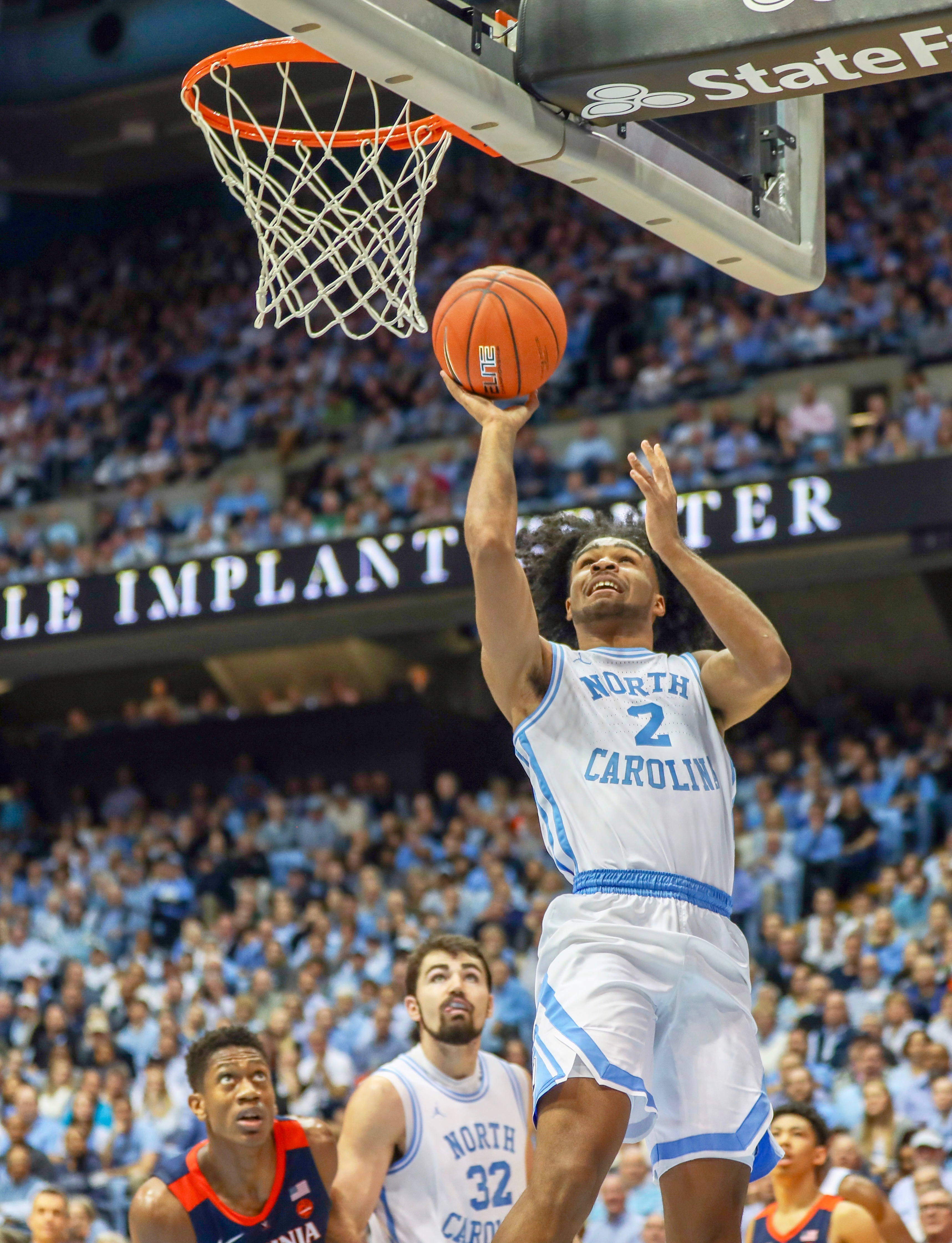
Coby White con North Carolina en 2019.

Se comprometió con los Tar Heels de la Universidad de Carolina del Norte en Chapel Hill el 8 de noviembre de 2017. En su debut ante Wofford el 6 de noviembre de 2018, saliendo como base titular, logró 8 puntos y 3 asistencias. Completó una temporada, en la que promedió 16,1 puntos, 4,1 rebotes, 3,5 asistencias y 1,1 robos de balón por partido. Fue incluido en el mejor quinteto freshman de la Atlantic Coast Conference y en el segundo mejor quinteto absoluto.
El 3 de abril de 2019 anunció que renunciaba a los tres años de universidad que le quedaban, para presentarse al Draft de la NBA de 2019.

#### Estadísticas
| Año     | Equipo         | PJ | PT | MPP  | %TC  | %3P  | %TL  | RPP | APP | ROB | TPP | PPP  |
| ------- | -------------- | -- | -- | ---- | ---- | ---- | ---- | --- | --- | --- | --- | ---- |
| 2018–19 | North Carolina | 35 | 35 | 28.5 | .423 | .352 | .800 | 3.5 | 4.1 | 1.1 | .3  | 16.1 |

### Profesional
Fue elegido en la séptima posición del Draft de la NBA de 2019 por los Chicago Bulls. Al término de la temporada fue elegido en el segundo mejor quinteto de rookies.
En junio de 2023, acuerda una extensión de contrato con los Bulls por 3 años y $33 millones.
Al término de su quinta temporada en Chicago, el 17 de abril de 2024, anota 42 puntos ante Atlanta Hawks. Esa temporada, ya como titular, promedió 19,1 puntos, 5,1 asistencias y 4,5 rebotes por encuentro, los mejores números de su carrera, anotando además 30 o más puntos en siete partidos.
Durante su sexto año con los Bulls, el 6 de marzo de 2025, consigue la máxima anotación de su carrera con 44 puntos ante Orlando Magic. Fue elegido Jugador del Mes de marzo de la Conferencia Este.

## Estadísticas de su carrera en la NBA

### Temporada regular
| Año     | Equipo  | PJ  | PT  | MPP  | %TC  | %3P  | %TL  | RPP | APP | ROB | TPP | PPP  |
| ------- | ------- | --- | --- | ---- | ---- | ---- | ---- | --- | --- | --- | --- | ---- |
| 2019-20 | Chicago | 65  | 1   | 25.8 | .394 | .354 | .791 | 3.5 | 2.7 | .8  | .1  | 13.2 |
| 2020-21 | Chicago | 69  | 54  | 31.2 | .416 | .359 | .901 | 4.1 | 4.8 | .6  | .2  | 15.1 |
| 2021-22 | Chicago | 61  | 17  | 27.5 | .433 | .385 | .857 | 3.0 | 2.9 | .5  | .2  | 12.7 |
| 2022-23 | Chicago | 74  | 2   | 23.4 | .443 | .372 | .871 | 2.9 | 2.8 | .7  | .1  | 9.7  |
| 2023-24 | Chicago | 79  | 78  | 36.5 | .447 | .376 | .838 | 4.5 | 5.1 | .7  | .2  | 19.1 |
| 2024-25 | Chicago | 74  | 73  | 33.1 | .453 | .370 | .902 | 3.7 | 4.5 | .9  | .2  | 20.4 |
| Total   | Total   | 422 | 225 | 29.8 | .433 | .369 | .865 | 3.6 | 3.8 | .7  | .2  | 15.2 |

### Playoffs
| Año   | Equipo  | PJ | PT | MPP  | %TC  | %3P  | %TL  | RPP | APP | ROB | TPP | PPP |
| ----- | ------- | -- | -- | ---- | ---- | ---- | ---- | --- | --- | --- | --- | --- |
| 2022  | Chicago | 5  | 0  | 19.6 | .333 | .276 | .800 | 3.4 | 1.8 | .2  | .0  | 8.4 |
| Total | Total   | 5  | 0  | 19.6 | .333 | .276 | .800 | 3.4 | 1.8 | .2  | .0  | 8.4 |